# عبد الله عباس الإرياني
عبد الله عباس الإرياني هو روائي وكاتب يمني. درس في جامعة القاهرة وحصل على شهادة البكالوريوس في الهندسة المدنية عام 1984. ألف عدة روايات ومجموعات قصصية وكذلك مسرحية. ترجمت أعماله إلى اللغة الإيطالية وأدرج في مختارات الأدب اليمني عام 2009.

## أعماله
- بدون ملل (2006) رواية
- حكاية كل خميس (2006) قصص قصيرة
- الصعود إلى نافي (2007) رواية
- دجلة الشهيد (2007) مسرحية
- الزرقة (2007) قصص قصيرة
- الجرم (2008) رواية
- سيدة النهرين (2008) مسرحية
- سيف العقدة سيف الحل (2009) مسرحية
- مائة عام من الفوضى (2009) رواية
- حديث كل يوم (2010) قصص قصيرة
- سم الأتراك (2012) رواية
- قميص الحمدي (2012) مسرحية
- مكتبة سعيد (2012) مسرحية
- 2011 (2013) ققصص قصيرة
- جولة كنتاكي (2014) رواية
- هدنة سمية (2016) قصص قصص قصيرة
- الحب في زمن الكلاشنكوف (2018) رواية
- سوق البليلي (2020) قصص قصيرة

## روابط خارجية
- فصل من رواية ( جولة كنتاكي )